# Karl Franz Ferdinand Torresani
Karl Franz Ferdinand Torresani von Lanzenfeld di Camponero (19. april 1846 i Milano — 12. april 1907 i Torbole ved Lago di Garda) var en østrigsk friherre og forfatter.
Han uddannedes til militær i Wien, blev italiensk løjtnant, senere ansat i generalstaben. Han tog 1876 sin afsked og levede derefter en tid i Wien. Han har skrevet en række livfulde og underholdende fortællinger fra det østrigske officersliv som Aus der schönen wilden Leutnantszeit (1889) og Schwarzgelbe Reitergeschichten, fremdeles romaner som Die Juckerkomtesse og Oberlicht. I Von der Wasser bis zur Feuertaufe har han skildret sin ungdom. Hans Gesammelte Schriften udkom 1907.